# Náboženský šok
Náboženský šok je psychický, spirituální nebo existenciální otřes způsobený střetem s odlišným, neznámým či doposud neinteriorizovaným náboženstvím nebo religiózním kultem. Může zasáhnout jedince obvykle při rychlé změně kulturně-náboženské oblasti na cestách, může ale zasáhnout i sociální skupinu nebo dokonce celou kulturně-nábožensky vymezenou oblast při větších migračních vlnách pramenících v odlišné kulturně-náboženské oblasti. Náboženský šok je nahlížen jako fenomén v oblastech sociologie náboženství a psychologie náboženství. Souvisí s tématy nahlížené religionistikou a teologií. Je to fenomén příbuzný kulturnímu šoku, ovšem svébytný, kořenící v náboženské oblasti. Religionista O. Havelka popisuje tři elementární fáze náboženského šoku: 1. otřes, prožitek něčeho nečekaného, zvláštního, vzhledem k domácímu náboženství (nebo bezvěrectví) mimořádného, přičemž je rozlišován pozitivní a negativní otřes; 2. okouzlení, tedy zakušení čehosi spirituálně svůdného, lákavého, po němž následuje vystřízlivění a únik, případně naopak vystřízlivění a racionální prohloubení zájmu; 3. znechucení, tedy náboženský prožitek z pohledu šokovaného hloupý, absurdní nebo krutý. 

## Otřes
Náboženský otřes obvykle přichází při rychlých změnách prostředí podobně jako kulturní šok, typicky při několikahodinovém přeletu do zcela jiné kultury prostoupené jiným náboženstvím: jedná se o nečekané události v očekávaném náboženství nebo střet se zcela novým náboženstvím či kultem. Jedinec obyčejně tenduje k posuzování cizí kultury podle té své, chápané jako „normální“ nebo „správné“, a totéž často činí i v náboženské oblasti. Otřesy jsou typickým příkladem roztříštění mylného náboženského předporozumění. Náboženská realita bývá jiná, než jak o ní vypovídá literatura na opačném konci světa a jaký obraz si o ní jedinec na základě dostupné doxografie pro sebe vytvoří. Vedle osobního interpretačního rámce či kontextu jedince také ovlivňuje kulturně-náboženský program, který mu byl vštípen jako „normální“ jeho domácí kulturou a náboženstvím (případně programovým bezvěrectvím) v určitém konkrétním dějinném kontextu. Jde o určitý model porozumění světu, skrze nějž si jedinec překládá vnější realitu do srozumitelnosti. Těchto programů však ve světě existuje mnoho. Po náboženském otřesu může následovat progres, regres nebo období působení. Roztříštění mylného předporozumění nebo pozitivní otřes nasměruje jedince k pokroku (krok progrese); negativní otřes může nasměrovat ke ztrátě zájmu, dekadenci, případně poklesu hodnocení onoho náboženství (krok regrese). Nesnadno uchopitelný náboženský otřes může vyústit v relativně dlouhé období vědomého či nevědomého působení.

## Okouzlení
Při náboženském okouzlení je jedinec často „zamilován“ do exoticky působící nauky, která mu připadá jako „ta jediná pravá“. V tomto okouzlení je schopen zapomenout na celý dosavadní život, odevzdat vše majiteli ášramu, školy, sekty nebo církve a plnit naprosto iracionální úkoly. Náboženské okouzlení je subjektivně krásné, osvobozující, povznášející, stejně jako nebezpečné, neboť jedinec je v tu chvíli mimo jiné pod vlivem předrážděných emocí a sentimentality, a tedy snadno zneužitelný. Jakmile jedinec „vystřízliví“ z fáze okouzlení, dojde na druhou fázi, která má dvě odlišné podoby: (1) prohlédnutí náboženského nesmyslu a únik, nebo (2) racionálnější střízlivé nahlédnutí (pro jedince) smysluplné duchovní cesty. Pro situaci vystřízlivění–prohloubení zájmu je typické uklidnění, pocit trvalé smysluplnosti, pocit nalezení hledaného přístavu, racionální chuť studovat dané náboženství a prohlubovat danou duchovní cestu, otevření se otázkám, uvědomění, že představitel daného náboženství není bůh, ale učitel, spřízněná osoba a konečně optimismus a otevřenost budoucnosti.

## Znechucení
Náboženské znechucení přichází jako výše popsaná druhá fáze okouzlení nebo hned při prvním kontaktu s cizí religiózní skutečností. Jde o náboženský či spirituální prožitek, který jedinec nepřijme a vymezí se vůči němu. Může mu připadat zvláštní, hloupý či krutý. Zažívá odpor k danému náboženství, pocit naprosté nesmyslnosti a absurdity daného náboženství, někdy až nenávist k jeho představitelům, přesvědčení, že něco takového by na světě vůbec nemělo být. Po dlouhých cestách do cizího kulturně-náboženského prostředí se může jedinec setkat se zpětným náboženským šokem při návratu do prostředí domácího.